# Monika Hohlmeier
Monika Hohlmeier, née Monika Strauß le 2 juillet 1962 à Munich, est une femme politique allemande, membre de l'Union chrétienne-sociale en Bavière. Elle est députée européenne depuis 2009.

## Biographie
Fille de Franz Josef Strauss, ministre-président de la Bavière de 1978 à 1988, elle est membre de la CSU depuis 1978. Elle a été membre du Landtag de Bavière de 1990 à 2008. Elle a siégé à deux reprises dans le gouvernement du Land : comme secrétaire d'État au ministère de l'enseignement et des affaires culturelles de 1993 à 1998, puis comme ministre de l'enseignement et des affaires culturelles de 1998 à 2005.
Elle est élue députée européenne lors des élections européennes de 2009 et réélue en 2014, 2019 et 2024. 
Elle siège au sein du groupe du Parti populaire européen (PPE). Elle est membre de la commission des budgets, dont elle est présidente de 2019 à 2024, et a été membre de deux commissions spéciales : la commission spéciale sur la crise financière, économique et sociale (2009-2011) et la commission spéciale sur la criminalité organisée, la corruption et le blanchiment de capitaux (2012-2013).
Elle est chevalier de l'ordre du Mérite de la République fédérale d'Allemagne.